# 세션 기술 프로토콜
세션 기술 프로토콜(Session Description Protocol, SDP)은 스트리밍 미디어의 초기화 인수를 기술하기 위한 포맷이다. 이 규격은 IETF의 RFC 4566로 규정되어 있다.
SDP는 세션 공지, 세션 초대, 그리고 그 밖의 멀티미디어 세션 초기화를 위한 폼들을 목적으로 멀티미디어 세션들의 기술을 위해 작성되었다. SDP는 미디어 폼의 콘텐츠 그 자체를 위해서 제공된 것은 아니지만, 양 끝단 간에 미디어 타입과 포맷에 대해 협상할 수 있는 수단을 제공한다. 이로 인해서 SDP는 새롭게 추가되는 미디어 타입과 포맷을 지원할 수 있으며, 앞으로 나올 기술에 대한 호환성을 시스템적으로 지원할 수 있다.
SDP는 Session Announcement Protocol (SAP)의 한 부분으로 시작되었지만, RTP, RTSP, SIP와 멀티캐스트 세션을 기술하기 위한 단독 포맷 등의 결합을 위한 가능성이 확인되었다.

## 관련 용어
- 콘퍼런스(Conference): 사용하는 소프트웨어에 따른 둘 혹은 그 이상의 통신자들의 집합.
- 세션(Session) : 멀티미디어 발신자와 수신자 그리고 데이터의 흐름으로 구성된다.
- 세션 공지(Session Announcement): 세션 공지는 능동적인 방식으로 사용자들에게 세션 기술(記述)을 전달한다. 즉, 세션 기술은 명시적인 사용자의 요구가 있을 때 전달되는 것이 아니다.
- 세션 광고(Session Advertisement) : 세션 공지와 동일
- 세션 기술(Session Description) : 멀티미디어 세션을 발견하고 참여하는 데 필요한 정보를 제공하기 위해 정의된 포맷

## 구문
다음은 SDP의 구문이다.
```
     Session description
        v=  (protocol version)
        o=  (originator and session identifier)
        s=  (session name)
        i=* (session information)
        u=* (URI of description)
        e=* (email address)
        p=* (phone number)
        c=* (connection information—not required if included in
             all media)
        b=* (zero or more bandwidth information lines)
        One or more time descriptions ("t=" and "r=" lines; see below)
        z=* (time zone adjustments)
        k=* (encryption key)
        a=* (zero or more session attribute lines)
        Zero or more media descriptions
```

```
     Time description
        t=  (time the session is active)
        r=* (zero or more repeat times)
```

```
     Media description, if present
        m=  (media name and transport address)
        i=* (media title)
        c=* (connection information—optional if included at
             session level)
        b=* (zero or more bandwidth information lines)
        k=* (encryption key)
        a=* (zero or more media attribute lines)
```